# BMW R 1300 GS

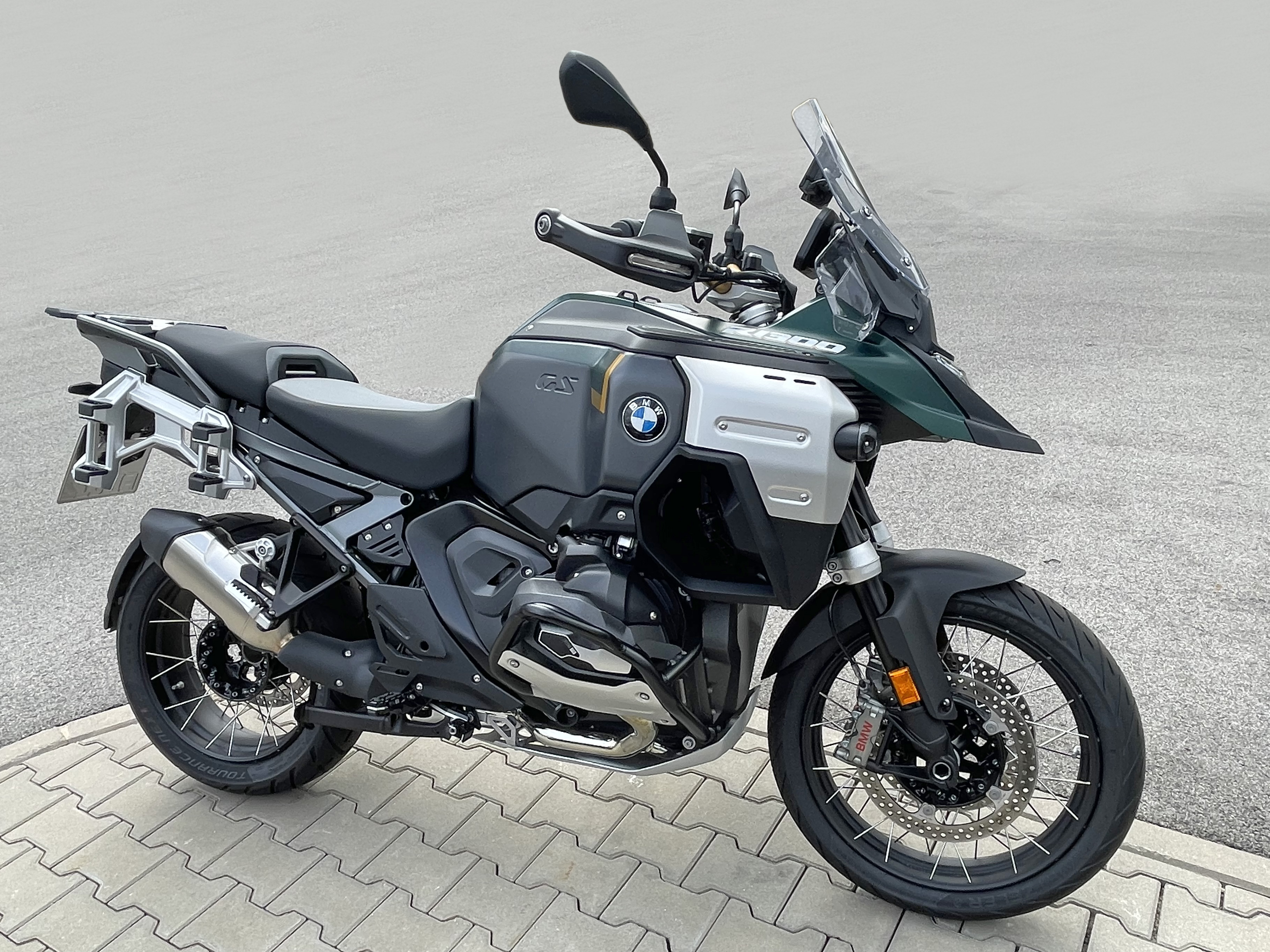
R 1300 GS Adventure (2025)

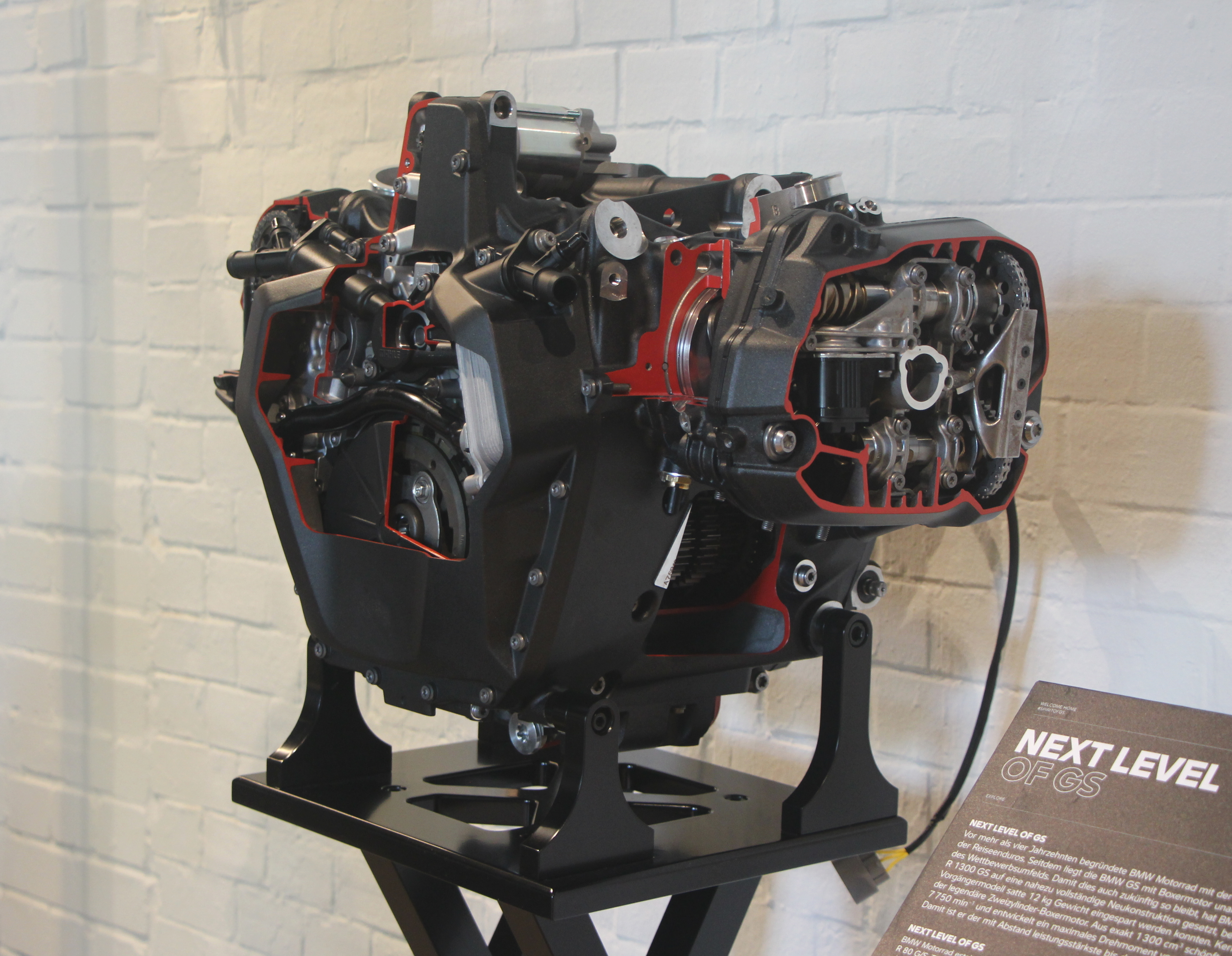
Motor der R 1300 GS

Die BMW R 1300 GS ist ein geländegängiges, teilverkleidetes Motorrad der Bayerischen Motoren Werke. Wie alle Modelle der R-Reihe wird es von einem Boxermotor angetrieben und im BMW-Werk Berlin in Spandau endmontiert. Dort wurde die Reiseenduro am 28. September 2023 vorgestellt. Seit November 2023 ist sie im Handel. Im Juli 2024 wurde die Variante R 1300 GS Adventure eingeführt, im April 2025 die Schwestermodelle R 1300 R, R 1300 RS und R 1300 RT mit dem gleichen Antrieb.
Der interne Werkscode lautet KA1. Die Abkürzung „GS“ steht für „Gelände/Straße“. Die KA1 ist die sechste Fahrwerksgeneration der seit 1980 gebauten GS-Baureihe mit Boxermotor.

## Entwicklung
Motor und Fahrwerk sind eine Neukonstruktion. Äußerlich ist die R 1300 GS gegenüber der R 1250 GS schlanker gestaltet und hat ein neues Scheinwerferdesign. Die Blinker wurden an den Handprotektoren angebracht. Der Zylinderinnendurchmesser (Bohrung) wurde um 4 mm vergrößert und der Kolbenhub um 3 mm verringert, wodurch sich der Hubraum auf genau 1300 cm³ vergrößerte. Das maximale Drehmoment stieg um 6 auf 149 Newtonmeter bei 6500/min, die maximale Leistung auf 107 kW (145 PS) bei 7750/min. Das Getriebe wurde für eine bessere Schwerpunktlage unter dem Motor angebracht. Diese Platzierung verkürzt den Antriebsstrang und trägt damit auch zum 12 kg verringerten Gesamtgewicht bei.

## Konstruktion

### Antrieb
Die zwei annähernd gegenüberliegenden Zylinder des luft- und wassergekühlten Boxermotors haben eine Bohrung von 106,5 mm, die Kolben einen Hub von 73 mm bei einem erhöhten Verdichtungsverhältnis von 13,3 : 1. Der neue Motor kommt ohne zusätzliche Ausgleichswellen aus. Stattdessen befinden sich ausgleichende Gewichte an der Kurbelwelle und an der Lichtmaschine. Im Drehzahlbereich von 3600 bis 7800/min liegt ein Drehmoment von mindestens 130 Nm an. Die Höchstdrehzahl beträgt 9000/min. Es gibt serienmäßig vier Fahrmodi (Rain, Road, Eco und Enduro); an die jeweilige Einstellung ist die Motor-Schleppmoment-Regelung angepasst. Auf Wunsch sind zwei weitere Fahrmodi erhältlich. Das durch die Getriebeplatzierung unter dem Motor gesparte Gewicht beträgt laut BMW 6,5 kg.

#### Variable Ventilsteuerung
Eine Nockenwellenverstellung passt die Steuerzeiten des Motors drehzahl- und lastabhängig an. Der Hersteller bezeichnet das System als „ShiftCam“.

#### Kraftübertragung
Im Primärtrieb übertragen Zahnräder die Kraft vom Motor zu einem klauengeschalteten, schrägverzahnten Sechsganggetriebe. Vom Getriebe wird die Kraft über eine Kardanwelle an das Hinterrad übertragen (Sekundärtrieb). Eine Anti-Hopping-Kupplung, die die Bremskraft des Motors im Schiebebetrieb bzw. beim Gaswegnehmen nur noch bedingt an das Hinterrad weiterleitet, wird hydraulisch ausgelöst.

### Elektrik
Als Starterbatterie wird eine Lithium-Ionen-Batterie eingesetzt. Ein Voll-LED-Scheinwerfer mit Matrixlicht leuchtet den Weg aus.

### Kraftstoffversorgung
BMW nennt einen durchschnittlichen Kraftstoffverbrauch von 4,8 Liter auf 100 km gemäß dem World Motorcycle Test Cycle (WMTC). Der Kraftstofftank fasst 19 Liter. Somit beträgt die theoretische Reichweite knapp 400 km.

### Fahrwerk
Das Fahrwerk wurde ebenfalls neu konstruiert und baut nun auf einem Blechschalenrahmen aus Stahl auf; hinten hat es eine Einarmschwinge aus Aluminiumguss mit zusätzlichem Längslenker (Paralever). Das 19 Zoll große Vorderrad wird von einer Gabel mit einem Längslenker (EVO-Telelever) mit 190 mm Federweg geführt. Das Hinterrad ist 17 Zoll groß, der Federweg hinten beträgt 200 mm. Wahlweise wird eine dreistufige, elektronische Fahrwerksanpassung (englisch Electronic Suspension Adjustment, dynamic ESA) und ein Sportfahrwerk sowie serienmäßig eine Fahrdynamikregelung (englisch Dynamik Traction Control, DTC) angeboten.
Die Basis- und die Triple Black-Variante haben leichte Aluminium-Gussräder, die Trophy- und die Option 719 Tramuntana-Variante haben Kreuzspeichenräder mit Aluminiumringen für den Geländeeinsatz. Weiter werden geschmiedete Offroad-taugliche Enduro-Räder angeboten, die etwa 2 kg weniger wiegen als die Speichenräder. Der Windschild kann elektrisch verstellt werden. Die zulässige Gesamtmasse beträgt 465 kg. Daraus resultiert eine Zuladung von 228 Kilogramm.
Vorn hat die R 1300 GS eine Doppelscheibenbremse mit Vier-Kolben-Bremssattel, hinten eine Scheibenbremse mit Ein-Kolben-Schwimmsattel, weiter ein serienmäßiges Antiblockiersystem.

## Vergleich mit Vorgänger- und Mitbewerbermaschinen
| Werkscode               | K25                   | K25                   | K25                   | K50                        | K50                        | KA1                        |            |
| ----------------------- | --------------------- | --------------------- | --------------------- | -------------------------- | -------------------------- | -------------------------- | ---------- |
| Verkaufsbezeichnung     | R 1200 GS             | R 1200 GS             | R 1200 GS             | R 1200 GS                  | R 1250 GS                  | R 1300 GS                  |            |
| Fahrzeugschlüssel       | 0307/0317             | 0303/0313             | 0450/0460             | 0A01/0A11                  | 0J91/0J93                  | 0M21/0M23                  |            |
| Bauzeit (a)             | 2004–2007             | 2008–2009             | 2010–2012             | 2013–2018                  | 2019–2023                  | ab 2023                    |            |
| Nennleistung            | 72 kW (98 PS)         | 77 kW (105 PS)        | 81 kW (110 PS)        | 92 kW (125 PS)             | 100 kW (136 PS)            | 107 kW (145 PS)            |            |
| max. Drehmoment         | 115 Nm                | 115 Nm                | 120 Nm                | 125 Nm                     | 143 Nm                     | 149 Nm                     |            |
| Zylinder                | angeschraubt          | angeschraubt          | angeschraubt          | angegossen                 | angegossen                 | angegossen                 |            |
| Kühlmedium              | 78 % Luft, 22 % Öl    | 78 % Luft, 22 % Öl    | 78 % Luft, 22 % Öl    | 65 % Luft, 35 % Wasser     | 65 % Luft, 35 % Wasser     | Luft, Wasser               |            |
| Durchströmung           | horizontal            | horizontal            | horizontal            | vertikal                   | vertikal                   | vertikal                   |            |
| Ventiltrieb             | hc, Kipphebel         | hc, Kipphebel         | dohc, Schlepphebel    | dohc, Schlepphebel         | dohc, Schlepphebel         | dohc, Schlepphebel         |            |
| Steuerzeiten Einlass    | fest                  | fest                  | fest                  | fest                       | zweistufig                 | zweistufig                 | zweistufig |
| Höchstdrehzahl          | 7800/min              | 8000/min              | 8500/min              | 9000/min                   | 9000/min                   | 9000/min                   |            |
| Zündkerzen pro Zylinder | 2                     | 2                     | 2                     | 1                          | 1                          | 1                          |            |
| Klopfregelung           | nein                  | ja                    | ja                    | ja                         | ja                         | ja                         |            |
| Gasgriff                | mechanisch            | mechanisch            | mechanisch            | elektronisch               | elektronisch               | elektronisch               |            |
| Einlassventile Ø [mm]   |                       | 36,35                 | 39                    | 40                         | 40                         | 44                         |            |
| Auslassventile Ø [mm]   |                       | 31                    | 33                    | 34                         |                            | 35,6                       |            |
| Auspuffklappe           | nein                  | nein                  | ja                    | ja                         | ja                         |                            |            |
| Kupplung                | eine Scheibe, trocken | eine Scheibe, trocken | eine Scheibe, trocken | mehrere Scheiben, im Ölbad | mehrere Scheiben, im Ölbad | mehrere Scheiben, im Ölbad |            |
| Getriebe                | separat               | separat               | separat               | integriert                 | integriert                 | integriert                 |            |

Konkurrenzmodelle bei der jeweiligen Markteinführung der GS bzw. GS Adventure waren:
| Hersteller | Name                   | Motor | cm³  | kW  | PS  | Nm  | Endantrieb | kg ∗ | Markteinführung |
| ---------- | ---------------------- | ----- | ---- | --- | --- | --- | ---------- | ---- | --------------- |
| Ducati     | Multistrada V4         | V4    | 1158 | 125 | 170 | 125 | Kette      | 243  | 2021            |
| Triumph    | Tiger 1200 GT Explorer | R3    | 1160 | 110 | 150 | 130 | Kardan     | 256  | 2024            |
| Triumph    | Tiger Explorer 1200    | R3    | 1215 | 101 | 139 | 121 | Kardan     | 259  | 2017            |
| BMW        | R 1300 GS              | B2    | 1300 | 107 | 145 | 149 | Kardan     | 237  | 2023            |
| BMW        | R 1300 GS Adventure    | B2    | 1300 | 107 | 145 | 149 | Kardan     | 269  | 2024            |
| KTM        | 1290 Super Adventure S | V2    | 1301 | 118 | 160 | 138 | Kette      | 252  | 2018            |